# Evropské rekordy v atletice – dráha – muži
Seznam evropských rekordů atletů podle atletických disciplín.

| Disciplína                                     | Atlet                                                           | Výkon             | Stát               | Místo            | Datum rekordu     |
| ---------------------------------------------- | --------------------------------------------------------------- | ----------------- | ------------------ | ---------------- | ----------------- |
| Běh na 100 metrů                               | Marcell Jacobs                                                  | 9,80 s            | Itálie             | Tokio            | 1. 8. 2021        |
| Běh na 200 metrů                               | Pietro Mennea                                                   | 19,72 s           | Itálie             | Ciudad de México | 12. 9. 1979       |
| Běh na 400 metrů                               | Matthew Hudson-Smith                                            | 43,44 s           | Spojené království | Paříž            | 7. 8. 2024        |
| běh na 800 metrů                               | Wilson Kipketer                                                 | 1:41,11 min.      | Dánsko             | Kolín nad Rýnem  | 24. 8. 1997       |
| Běh na 1000 metrů                              | Sebastian Coe                                                   | 2:12,18 min.      | Spojené království | Oslo             | 11. 7. 1981       |
| Běh na 1500 metrů                              | Jakob Ingebrigtsen                                              | 3:26,73 min.      | Norsko             | Monako           | 12. 7. 2024       |
| Běh na 1 míli                                  | Jabob Ingebrigtsen                                              | 3:43,73 min.      | Norsko             | Eugene           | 16. září 2023     |
| Běh na 2000 metrů                              | Jakob Ingebrigtsen                                              | 4:43,13 min.      | Norsko             | Brusel           | 8. 9. 2023        |
| Běh na 3000 metrů                              | Jabob Ingebrigtsen                                              | 7:17,55 min. - WR | Norsko             | Chořov           | 25. 8. 2024       |
| Běh na 5000 metrů                              | Mohamed Katir                                                   | 12:45,01 min.     | Španělsko          | Monako           | 21. 7. 2023       |
| Běh na 10 000 metrů                            | Mohamed Farah                                                   | 26:46,57 min.     | Spojené království | Eugene           | 4. 6. 2011        |
| 25 000 m                                       | Stéphane Franke                                                 | 1:13:57,6 hod.    | Německo            | Walnut           | 30. 3. 1999       |
| 30 000 m                                       | James Alder                                                     | 1:31:30,4 hod.    | Východní Německo   | Londýn           | 5. 9. 1970        |
| Hodinovka                                      | Jos Hermens                                                     | 20 944 m          | Nizozemsko         | Papendal         | 1. 5. 1976        |
| Půlmaraton                                     | Mohamed Farah                                                   | 59:22 min.        | Spojené království | South Shields    | 13. 8. 2015       |
| Maratonský běh                                 | Bašír Abdi                                                      | 2:03:36 hod.      | Belgie             | Rotterdam        | 24. 10. 2021      |
| Běh na 110 metrů překážek                      | Colin Jackson                                                   | 12,91 s           | Spojené království | Stuttgart        | 20. 8. 1993       |
| Běh na 400 metrů překážek                      | Karsten Warholm                                                 | 45,94 s - WR      | Norsko             | Tokio            | 3. 8. 2021        |
| Běh na 3000 metrů překážek                     | Mahiedine Mekhissi-Benabbad                                     | 8:00,09 min.      | Francie            | Paříž            | 6. 7. 2013        |
| Skok do výšky                                  | Patrik Sjöberg                                                  | 242 cm            | Švédsko            | Stockholm        | 30. 6. 1987       |
| Skok o tyči                                    | Armand Duplantis                                                | 629 cm - WR       | Švédsko            | Budapešť         | 12. 8. 2025       |
| Skok daleký                                    | Robert Emmijan                                                  | 886 cm            | Sovětský svaz      | Cachkadzor       | 22. 5. 1987       |
| Trojskok                                       | Jonathan Edwards                                                | 18,29 m - WR      | Spojené království | Göteborg         | 7. 8. 1995        |
| Vrh koulí                                      | Ulf Timmermann                                                  | 23,06 m           | Východní Německo   | Chania           | 22. 5. 1988       |
| Hod diskem                                     | Mykolas Alekna                                                  | 75,56 m - WR      | Litva              | Ramona           | 13. 4. 2025       |
| Hod kladivem                                   | Jurij Sedych                                                    | 86,74 m - WR      | Sovětský svaz      | Stuttgart        | 30. 8. 1986       |
| Hod oštěpem                                    | Jan Železný                                                     | 98,48 m - WR      | Česko              | Jena             | 25. 5. 1996       |
| Desetiboj                                      | Kévin Mayer                                                     | 9126 bodů - WR    | Francie            | Talence          | 15. a 16. 9. 2018 |
| Chůze na 20 km                                 | Yohann Diniz                                                    | 1:17,02           | Francie            | Arles            | 8. 3. 2015        |
| Chůze na 50 km                                 | Yohann Diniz                                                    | 3:32,33 hod.- WR  | Francie            | Curych           | 15. 8. 2014       |
| Běh na 4 × 100 metrů                           | Chijindu Ujah Adam Gemili Danny Talbot Nethaneel Mitchell-Blake | 37,47 s           | Spojené království | Londýn           | 12. 8. 2017       |
| Běh na 4 × 400 metrů                           | Iwan Thomas Jamie Baulch Mark Richardson Roger Black            | 2:56,60 min.      | Spojené království | Atlanta          | 3. 8. 1996        |
| Zdroj - Evropské rekordy na European-Athletics |                                                                 |                   |                    |                  |                   |